# آراریپسور
آراریپسور (نام علمی: Araripesaurus) نام یک سرده از زیرراسته بال‌انگشتی‌سانان است.